# Hans Schurz
Hans Schurz (ur. 28 grudnia 1913, zm. ?) – zbrodniarz nazistowski, szef Gestapo w niemieckich obozach koncentracyjnych Auschwitz-Birkenau i Mittelbau-Dora oraz SS-Untersturmführer i Kriminaloberassistent.
Obywatel austriacki. Urodzony w Sankt Salvator koło Sankt Veit an der Glan w Karyntii. Był z zawodu kołodziejem i urzędnikiem policyjnym. Członek Hitlerjugend od lipca 1930 oraz nielegalnych struktur NSDAP i Sturmabteilungen w Austrii od 1 czerwca 1931. 1 czerwca 1937 wstąpił do austriackiej policji kryminalnej. Członek SS od 1 września 1938 (nr ewidencyjny 385 370). Przed służbą w Auschwitz był członkiem Gestapo w Cieszynie.
Służbę w Auschwitz rozpoczął 1 maja 1943 jako adiutant szefa Gestapo Maxa Grabnera. Następnie od 1 grudnia 1943 do stycznia 1945 Schurz sam był szefem obozowego Gestapo (Wydziału Politycznego, niem. Politische Abteilung) w Auschwitz-Birkenau. Z KL Auschwitz został przeniesiony do KL Mittelbau-Dora, gdzie od 1 lutego 1945 do 9 kwietnia 1945 piastował takie samo stanowisko.
O jego dalszych losach nic nie wiadomo. 23 maja 1950 został uznany za zaginionego.